# Křížový vrch (Švihovská vrchovina)

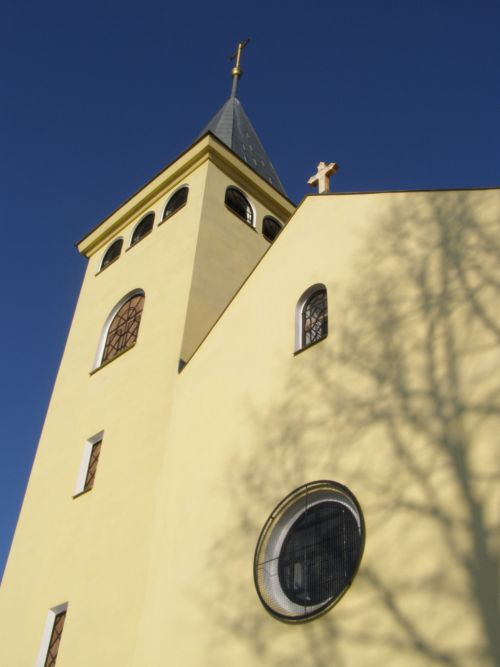
Křížový vrch

Křížový vrch (dříve též Vrabina) je kopec o nadmořské výšce 487 m nalézající se nedaleko Stoda a Chotěšova v okrese Plzeň-jih. Původně poutní místo s kostelíkem sv. Kříže přestavěným na rozhlednu, která je otevřená v turistické sezóně. Střed makovice na věži kostelíku je 512 m n. m. Přes vrch vede naučná stezka Příroda a lidé a dvě turisticky značené trasy.

## Pověst
O Vrabinském vrchu se traduje pověst, že zde ve starém hradě kdysi sídlily tři bílé panny, které měly magické schopnosti a dokázaly se proměnit v různé bytosti. O půlnoci se proměňovaly v duchy a strašily lidi, kteří se jen k tomuto místu přiblížili. Jednoho dne se odvážný myslivec vydal na tento vrch, tak aby tam došel přesně o půlnoci, s touhou zastřelit jednu z bílých panen. Když však došel na horu a chtěl na jednu z nich vystřelit, prošel jeho puškou blesk a on padl k zemi a narazil hlavou do stromu, který stál opodál. K ránu myslivce našla postarší dáma, která mu ránu na hlavě obvázala a běžela pro pomoc. Vydalo se několik mužů s cílem zachránit myslivce, ale když přišli na místo, které stařenka označila, myslivec nebyl k nalezení. A tak si lidé řekli, že ho zajisté odnesly ty tři bílé panny.

## Historie
Podle spekulací archeologů stával na Vrabině s největší pravděpodobností hrad, který byl zbořen. Vrabina byla podle dochované kupní smlouvy prodána Chotěšovskému klášteru roku 1243. V roce 1739 zde byl vybudován kříž a od té doby jsou dochovány záznamy o přílivu poutníků na tento kopec. Za války o rakouské dědictví bylo učiněno prohlášení, které mluví o výstavbě kostela sv. Kříže na Vrabině, pokud bude ušetřený Chotěšovský klášter. V letech 1747–1756 zde docházelo k budování přislíbeného kostela na popud chotěšovského probošta P. K. Schmiedla. Kostel sv. Kříže se stal brzy poutním místem. Při cestě k němu bylo umístěno 12 soch andělů. Kostel se však netěšil dlouhé slávě a při josefských reformách byl zrušen a později i zbořen. V letech 1859–1862 zde došlo k budování nového poutního kostela s hostincem. Později došlo k postavení soch při křížové cestě. Ke kostelu byla v roce 1927 dostavěna sakristie a o čtyři roky později vyhlídková věž.
Roku 1967 došlo k obsazení Vrabinského vrchu Československou armádou, která toto místo využívala k protivzdušné obraně. Vojáci zde vykonávali službu mezi léty 1973–1995 a celý tento vrch byl po celou dobu nepřístupný veřejnosti. Po roce 1995 byl celý objekt navrácen církvi. V době, kdy zde pobývala armáda, docházelo k velkému chátrání kostela i přilehlých objektů. Kolem roku 2000 je už značně poškozená střecha kostela a dochází k devastaci klenby.
V dnešní době prošel kostel rozsáhlými úpravami, které mají za následek znovuzpřístupnění vyhlídkové věže a také umístění některých historických materiálů do zrenovované kopule. Z lodě kostela zůstaly zachovány pouze obvodové zdi. Tyto rozsáhlé opravy byly uskutečněny za podpory Mikroregionu Radbuza, což je sdružení 17 obcí Stodska a Dobřanska. Ke konci roku se podařilo dokončit opravu střešní konstrukce na lodi. Takže kostel je celý zastřešen a uchráněn před deštěm.
Po rozsáhlé rekonstrukci jsou tendence oživit Křížový vrch. Ze strany měst je snaha o obnovení zvyku vycházet na tento kopec v době poutí. Po několikáté se zde konalo pálení čarodějnic a jiné kulturní akce.

## Turistické informace
- Na Křížový vrch se lze dostat po několika turistických značkách ze Stoda po červené a z Chotěšova po zelené. Dále sem vedou i dvě naučné stezky.
- Rozhledna je otevřena od dubna do října každou sobotu, neděli a o svátcích od 10:00 – 17:00.